# Лінн (Техас)
Лінн (англ. Linn) — переписна місцевість (CDP) в США, в окрузі Ідальго штату Техас. Населення — 733 особи (2020).

## Географія
Лінн розташований за координатами 26°33′48″ пн. ш. 98°7′44″ зх. д. / 26.56333° пн. ш. 98.12889° зх. д. (26.563332, -98.128859).  За даними Бюро перепису населення США в 2010 році переписна місцевість мала площу 125,94 км², з яких 125,80 км² — суходіл та 0,13 км² — водойми.

## Демографія
Згідно з переписом 2010 року, у переписній місцевості мешкала 801 особа в 247 домогосподарствах у складі 190 родин. Густота населення становила 6 осіб/км².  Було 282 помешкання (2/км²). 
Расовий склад населення:
| - 91,8 % — білих - 0,4 % — корінних американців - 6,2 % — осіб інших рас |

До двох чи більше рас належало 1,6 %. Іспаномовні складали 91,1 % від усіх жителів.
За віковим діапазоном населення розподілялося таким чином: 32,3 % — особи молодші 18 років, 53,1 % — особи у віці 18—64 років, 14,6 % — особи у віці 65 років та старші. Медіана віку мешканця становила 34,4 року. На 100 осіб жіночої статі у переписній місцевості припадало 86,7 чоловіків;  на 100 жінок у віці від 18 років та старших — 81,3 чоловіків також старших 18 років.
Середній дохід на одне домашнє господарство  становив 56 079 доларів США (медіана — 38 750), а середній дохід на одну сім'ю — 62 365 доларів (медіана — 41 500). За межею бідності перебувало 22,8 % осіб, у тому числі 30,3 % дітей у віці до 18 років та 19,4 % осіб у віці 65 років та старших.
Цивільне працевлаштоване населення становило 197 осіб. Основні галузі зайнятості: освіта, охорона здоров'я та соціальна допомога — 32,0 %, роздрібна торгівля — 22,3 %, науковці, спеціалісти, менеджери — 22,3 %.